# Пелузо, Эдмондо
Эдмондо Пелузо (итал. Edmondo Peluso, 12 февраля 1882, Неаполь, Италия — 6 марта 1942, Красноярск, СССР) — итальянский революционер-коммунист, журналист-антифашист. Полиглот: знал итальянский, французский, испанский, английский и немецкий языки.

## Биография
Родился в 1882 году в семье владельца шляпной мастерской. Окончил среднюю школу в США. В 1915 году поступил на историко-филологический факультет Гейдербергского университета (Германия), также учился в Цюрихском университете. В период с 1910 по 1915 гг. работал корреспондентом «Юманите». Являлся членом социал-демократических партий Франции, Испании, Португалии, Австрии и Швейцарии. Во время Первой мировой войны сблизился с большевиками и участвовал в Кинтальской конференции (1916).
Во время революции в Германии был избран в Лейпцигский совет и в 1919 году присоединяется к Коммунистической партии Баварии. По возвращении на родину в том же году присоединился к Итальянской коммунистической партии. С 1915 года неоднократно подвергается репрессиям и преследуется полицией Австрии, Швейцарии и Италии: в 1923, 1924, 1925—1926 гг. находился в заключении.

Фото из судебного дела

В 1927 году приехал в СССР, принял советское гражданство и вступил в ВКП(б). Избирался делегатом на IV и V Конгрессы Коминтерна, кроме того в том же году участвовал в Кантонской коммунне. Жил в Москве, работал в детдоме для испанских детей. Основал марксистский кабинет итальянского и испанского института Маркса-Энгельса-Ленина. До 1932 года работает в Коммунистическом университете трудящихся Востока.
Арестован 26 апреля 1938 года. Осуждён 14 мая 1940 года на 5 лет ссылки. 31 января 1942 года приговорен и 6 марта 1942 года расстрелян в Красноярске. 13 июня 1959 года реабилитирован.
В 1927 году в СССР вышел сборник автобиографических очерков Эдмондо Пелузо под названием «Гражданин мира».